# Дневник артиста (журнал)
«Дневник артиста» — русский иллюстрированный театральный, музыкальный и художественный журнал, издававшийся в Москве в 1891-1893 годах. С 1891 года — еженедельный журнал, с апреля 1892 журнал — ежемесячное приложение к журналу «Артист». Издатель — Ф. А. Куманин (1855—1896). Печатался в московской типолитографии Высочайше утверждённого Товарищества И. Н. Кушнерёв и Ко.
Публиковались пьесы, очерки, романы, рецензии на драматические, оперные и музыкальные постановки, лекции, публицистические статьи, посвящённые сценическому искусству, скульптуре, живописи. В каждом номере печатался «Каталог драматических сочинений». В отделе «Современное обозрение» велось обозрение театров, в отделах «Обозрение провинциальных театров», «Хроника», «Корреспонденции с мест» размещалась подробная информация о работе театров и театральных товариществ, о спектаклях отдельных трупп, краткие рецензии на постановки.
Изначально журнал задумывался как орган, посвящённый исключительно провинциальному театру.

## Сотрудники, авторы
Ответственные редакторы — И. И. Петров, Е. Е. Корш.
К. Д. Бальмонт, П. Д. Боборыкин, А. Н. Веселовский, Н. Д. Кашкин, С. Н. Кругликов, И. Н. Потапенко, Т. Л. Щепкина-Куперник. А. А. Киселёв (1838—1911), русский живописец-пейзажист, передвижник, был автором статей по искусству.

## Содержание
Дневник Артиста. 1892. № 1 (Апрель)
- I. Гамлет, принц датский, трагедия В. Шекспира, перевод П. П. Гнедича. Акт 4-й, сцена 1-я. Стр. 1
- II. Тайна, очерк И. Н. Потапенко. Стр. 4
- III. Лекции о сценическом искусстве, читанные в Императорском Московском Театральном училище. (Лекция 7-я). П. Д. Боборыкина. Стр. 10
- IV. Старый актёр, рассказ Жанны Мерэ, пер. А. А. Вес—кой. Стр. 15
- V. Светлый праздник, стих. К. Бальмонта. Стр. 21
- VI. Современное обозрение:
  - Гастроли Коклена, ст. проф. А. Н. Веселовского. Стр. 22
  - Спектакли г. Маджи, ст. И. И. Иванова. Стр. 28
  - Ежегодник Императорских театров (сезонъ 1890/1 г.). Стр. 33
  - Русское Музыкальное Общество (7, 8, 9, 10 и 11 симфонич. собр.; 4-е квартетное собрание 2-й серии; концерт учащихся в Консерватории), ст. Л. Н. С. Стр. 36
  - Моск. Филармоническое Общество (9-й и 10-й абонементн. концерты), ст. С. Н. Кругликова. . Стр. 39
  - Театр г. Парадиза (Представления итальянск. оперы), ст. Л. Н. С. . Стр. 40
  - Концерты (Г-жа Вонсовская. Гг. Фигнер, г. Безекирский и его ученики. Ученики и ученицы г-жи Леоновой. Ученический концерт г-жи Махиной), ст. С. Н. Кругликова. Стр. 41
  - Постоянная выставка картин Общества Любителей Художеств. Стр. 44
  - Петербург. (Театральные великопостные концерты: «Дон-Жуан» г. Направника, 3-й акт «Млады», финал «Ларелей» Мендельсона. — 8-е квартетн. собр.— Итоги квартетн. собр. и концертов Камерн. Общ. — Три последние симфонич. собрания.— Ученический концерт Консерватории. — Концерты г. Зауер, г-ж Тимановой и Парбут. — Духовные концерты), ст. Леля. Стр. 45
  - Обозрение провинциальных театров. Стр. 49
  - Корреспонденции из Алешек, Житомира, Казани, Костромы, Новочеркасска, Одессы, Оренбурга, Риги, Самары, Ставрополя-Кавказскаго, Сувалок, Тирасполя, Тифлиса и Уральска. Стр. 56
- ХРОНИКА. Стр. 63
- ПРИЛОЖЕНИЯ:
  - Явленная икона, картина И. Е. Репина (фототипия гг. Шерер, Набгольц и К° в Москве)
  - Осенняя роза, комедия в 1 д. О. Доршена, перевод А. Н. Михеевой
  - Указатель пьес для любительских спектаклей (стр. 32 и 33).

## Библиографическое описание
Дневник артиста : приложение к журналу «Артист». — Москва : Типолитогр. товарищества И. Н. Кушнерев и К, 1892—1893.